# (74259) 1998 SC80
(74259) 1998 SC80 – planetoida z pasa głównego asteroid okrążająca Słońce w ciągu 4,29 lat w średniej odległości 2,64 j.a. Odkryta 26 września 1998 roku.